# Simeon Rajkov
Simeon Georgiev Rajkov (Bulgaars: Симеон Георгиев Райков) (Plovdiv, 11 november 1989) is een voormalig Bulgaars profvoetballer die als linksbuiten speelde.

## Carrière
Simeon Rajkov speelde in Bulgarije voor verschillende clubs in de A PFG en B PFG. In de winterstop van 2017 werd hij transfervrij door Roda JC van Lokomotiv Plovdiv overgenomen. Hij maakte zijn debuut op 5 februari 2017, in de met 0-2 verloren thuiswedstrijd tegen AFC Ajax. Hij kwam in de 86e minuut in het veld voor Martin Milec. In de zomer van 2017 keerde hij terug bij Lokomotiv Plovdiv. Sinds 2019 speelt hij voor FC Gigant Belene.
In 2011 werd Rajkov geselecteerd voor het Bulgaars voetbalelftal, voor de EK-kwalificatiewedstrijden tegen Engeland en Zwitserland. Hij zat tijdens deze wedstrijden bij de selectie, maar kwam niet in actie.

### Statistieken
| Seizoen        | Club                       | Land           | Competitie     | Competitie | Competitie | Beker | Beker | Internationaal | Internationaal | Totaal | Totaal |
| Seizoen        | Club                       | Land           | Competitie     | Wed.       | Dlp.       | Wed.  | Dlp.  | Wed.           | Dlp.           | Wed.   | Dlp.   |
| -------------- | -------------------------- | -------------- | -------------- | ---------- | ---------- | ----- | ----- | -------------- | -------------- | ------ | ------ |
| 2007/08        | Spartak Plovdiv            | Bulgarije      | B PFG          | 3          | 0          | 0     | 0     | –              | –              | 3      | 0      |
| 2008/09        | OFC Sliven 2000            | Bulgarije      | A PFG          | 5          | 0          | 0     | 0     | –              | –              | 5      | 0      |
| 2009/10        | Spartak Plovdiv            | Bulgarije      | B PFG          | 6          | 0          | 0     | 0     | –              | –              | 6      | 0      |
| 2010/11        | Botev Vratsa               | Bulgarije      | B PFG          | 28         | 11         | 0     | 0     | –              | –              | 28     | 11     |
| 2011/12        | Levski Sofia               | Bulgarije      | A PFG          | 19         | 4          | 0     | 0     | 2              | 0              | 21     | 4      |
| 2012/13        | Levski Sofia               | Bulgarije      | A PFG          | 10         | 3          | 1     | 0     | 2              | 1              | 13     | 2      |
| 2012/13        | Tsjerno More Varna         | Bulgarije      | A PFG          | 14         | 2          | 0     | 0     | –              | –              | 14     | 2      |
| 2013/14        | Tsjerno More Varna         | Bulgarije      | A PFG          | 21         | 6          | 3     | 0     | –              | –              | 24     | 6      |
| 2013/14        | PSFC Tsjernomorets Boergas | Bulgarije      | A PFG          | 12         | 5          | 2     | 0     | –              | –              | 14     | 5      |
| 2014/15        | Tsjerno More Varna         | Bulgarije      | A PFG          | 23         | 6          | 5     | 1     | –              | –              | 28     | 7      |
| 2015/16        | Tsjerno More Varna         | Bulgarije      | A PFG          | 25         | 4          | 3     | 4     | 2              | 0              | 30     | 8      |
| 2016/17        | Lokomotiv Plovdiv          | Bulgarije      | Parva Liga     | 9          | 1          | 2     | 2     | –              | –              | 11     | 3      |
| 2016/17        | Roda JC Kerkrade           | Nederland      | Eredivisie     | 2          | 0          | 0     | 0     | –              | –              | 2      | 0      |
| 2017/18        | Lokomotiv Plovdiv          | Bulgarije      | Parva Liga     | 22         | 2          | 2     | 1     | –              | –              | 24     | 3      |
| 2018/19        | Lokomotiv Plovdiv          | Bulgarije      | Parva Liga     | 6          | 2          | 1     | 0     | –              | –              | 7      | 2      |
| 2019/20        | Lokomotiv Plovdiv          | Bulgarije      | Parva Liga     | 0          | 0          | 0     | 0     | –              | –              | 0      | 0      |
| Carrièretotaal | Carrièretotaal             | Carrièretotaal | Carrièretotaal | 205        | 46         | 19    | 8     | 6              | 1              | 230    | 55     |